# Stronger (Kate-Ryan-Album)
Stronger ist das zweite Album der belgischen Sängerin Kate Ryan und wurde am 27. März 2004 in Belgien erstveröffentlicht. An den großen Erfolg des Vorgängers Different konnte es nicht mehr anschließen, in Belgien konnte sich das Album auf Platz 22 der Albencharts platzieren.

## Entstehungsgeschichte
Nach den großen Auslandserfolgen der Singles Désenchantée und Libertine vom Album Different im Jahre 2003 begannen gegen Ende des Jahres die Arbeiten am Nachfolgealbum. Am 22. Januar 2004 erschien in Belgien die Vorabsingle Only If I als Vinyl, im Februar dann als CD, am 27. März 2004 erschien das Album.

## Musik
Stilistisch gesehen besteht beim zweiten Album kein großer Unterschied zum Vorgänger. Der Großteil setzt sich wieder aus Dancetracks zusammen, allerdings sind diesmal neben zwei poppigeren Songs zwei Balladen, anstatt einer, wie beim Vorgänger Different enthalten (The Rain und Goodbye). Auch gibt es wieder einen Song mit einer englischen und einer französischen Version (The Promise You Made – La Promesse). Genauso wie bei Different ist wieder bei den Songtexten die häufige Verwendung der „Du-Anrede“ auffallend, wonach man die meisten Songs zu Themen wie Liebe und Ähnliches zuordnen kann (We Belong Together, I Like the Way, Goodbye, …).

## Titelliste
| #   | Titel                     |      |
| --- | ------------------------- | ---- |
| 1.  | Another Day               | 4:42 |
| 2.  | Only If I [Album-Version] | 3:52 |
| 3.  | Je Lance Un Appel         | 4:00 |
| 4.  | The Promise You Made      | 3:27 |
| 5.  | Hands Up                  | 3:43 |
| 6.  | I Like the Way            | 3:40 |
| 7.  | Scream & Shout            | 4:24 |
| 8.  | Can You Fix This          | 4:03 |
| 9.  | Start Me Up               | 3:32 |
| 10. | Hurry Up                  | 3:13 |
| 11. | The Rain                  | 3:19 |
| 12. | We Belong Together        | 3:55 |
| 13. | Hard to Reveal            | 4:07 |
| 14. | Goodbye                   | 3:16 |
| 15. | La Promesse               | 3:26 |

Auf der belgischen Version des Albums ist das Lied La Promesse nicht enthalten, dafür findet er sich aber auf der Doppelsingle The Promise You Made/La Promesse.

## Singles
- Only If I (VÖ: 22. Januar 2004)
- The Promise You Made/La Promesse (VÖ: 5. Juni 2004)
- Goodbye (VÖ: 25. Oktober 2004)

## Rezeption

### Erfolge
Chartmäßig merkte man einiges an Unterschied zu den vorherigen Veröffentlichungen. Bereits die Single Only If I konnte nicht mehr an die vorherigen Erfolge anknüpfen und schaffte es mit Platz 16 als Bestplatzierung in Belgien nicht mehr in die Top-10 der Singlecharts. Auch das Album Stronger blieb mit Platz 22 in den flämischen Charts weit hinter den Erfolgen von Different zurück. Einzig in Deutschland konnte es sich gegenüber dem Vorgängeralbum besser platzieren.
Die zweite Singleauskoppelung The Promise You Made/La Promesse konnte sich wieder in den Top-10 der flämischen Singlecharts platzieren und schaffte auch den Einstieg in die wallonischen Charts. Die dritte Single Goodbye, eine Ballade, hingegen landete auf Platz 30 und war auch im Ausland nicht besonders erfolgreich.
In Polen wurde das Album im September 2004 mit einer Goldenen Schallplatte ausgezeichnet. Auch die beiden ersten Singles schnitten dort mit Platz zehn (Only If I) und Platz vier (The Promise You Made/La Promesse) besser ab als in Belgien. Only If I hatte seine beste Chartpositionierung mit Platz acht in Spanien, The Promise You Made/La Promesse mit Platz vier in Polen und der Slowakei.

### Chartplatzierungen
Album
| ChartsChartplatzierungen | Höchstplatzierung | Wochen |
| ------------------------ | ----------------- | ------ |
| Deutschland (GfK)        | 13 (14 Wo.)       | 14     |
| Österreich (Ö3)          | 43 (14 Wo.)       | 14     |
| Schweiz (IFPI)           | 14 (11 Wo.)       | 11     |
| Flandern (Ultratop)      | 22 (22 Wo.)       | 22     |

Singles

| Jahr | Titel Album                                 | Höchstplatzierung, Gesamtwochen, AuszeichnungChartplatzierungen (Jahr, Titel, Album, Platzierungen, Wochen, Auszeichnungen, Anmerkungen) | Höchstplatzierung, Gesamtwochen, AuszeichnungChartplatzierungen (Jahr, Titel, Album, Platzierungen, Wochen, Auszeichnungen, Anmerkungen) | Höchstplatzierung, Gesamtwochen, AuszeichnungChartplatzierungen (Jahr, Titel, Album, Platzierungen, Wochen, Auszeichnungen, Anmerkungen) | Höchstplatzierung, Gesamtwochen, AuszeichnungChartplatzierungen (Jahr, Titel, Album, Platzierungen, Wochen, Auszeichnungen, Anmerkungen) | Höchstplatzierung, Gesamtwochen, AuszeichnungChartplatzierungen (Jahr, Titel, Album, Platzierungen, Wochen, Auszeichnungen, Anmerkungen) | Anmerkungen                            |
| Jahr | Titel Album                                 | DE | AT | CH | BEF | BEW | Anmerkungen                            |
| ---- | ------------------------------------------- | --- | --- | --- | --- | --- | -------------------------------------- |
| 2004 | Only If I Stronger                          | DE27 (9 Wo.)DE | AT25 (8 Wo.)AT | CH34 (14 Wo.)CH | BEF16 (11 Wo.)BEF | — | Erstveröffentlichung: 6. Februar 2004  |
| 2004 | The Promise You Made / La Promesse Stronger | DE19 (13 Wo.)DE | AT21 (20 Wo.)AT | CH50 (6 Wo.)CH | BEF8 (17 Wo.)BEF | BEW35 (9 Wo.)BEW | Erstveröffentlichung: 28. Mai 2004     |
| 2004 | Goodbye Stronger                            | DE52 (9 Wo.)DE | AT47 (8 Wo.)AT | CH93 (1 Wo.)CH | BEF30 (8 Wo.)BEF | — | Erstveröffentlichung: 22. Oktober 2004 |

### Kritiken
Die E-Zine Laut.de wertete Stronger mit einem von fünf möglichen Bewertungspunkten. Damit erhielt das Album die schlechteste Wertung, die von Laut.de vergeben wird. Die Melodien werden von dem Redakteur Kai Kopp als „billig“ und die Beats als „scooteresk“ bezeichnet.
Rick Anderson, Redakteur beim All Music Guide vergab 3,5 von 5 Sternen. Er unterteilte die Lieder in Gruppen, wobei er die einen als „farblos professionelle Clubhymnen, die mehr oder weniger ununterscheidbar seien“ ([…] offers blandly professional club anthems that are more or less indistinguishable from any others […]) bezeichnete, anderen Liedern wiederum „mittelmäßige Beats mit überraschend eleganten Melodien und nett strukturierte Arrangements“ ([…] takes run-of-the-mill beats and spices them up with surprisingly elegant melodies and nicely textured arrangements.) bescheinigte. Besonders die beiden französischen Lieder hatten es ihm angetan, weshalb er dem Album auch seine Empfehlung aussprach.